# Иван Васильевич Большой

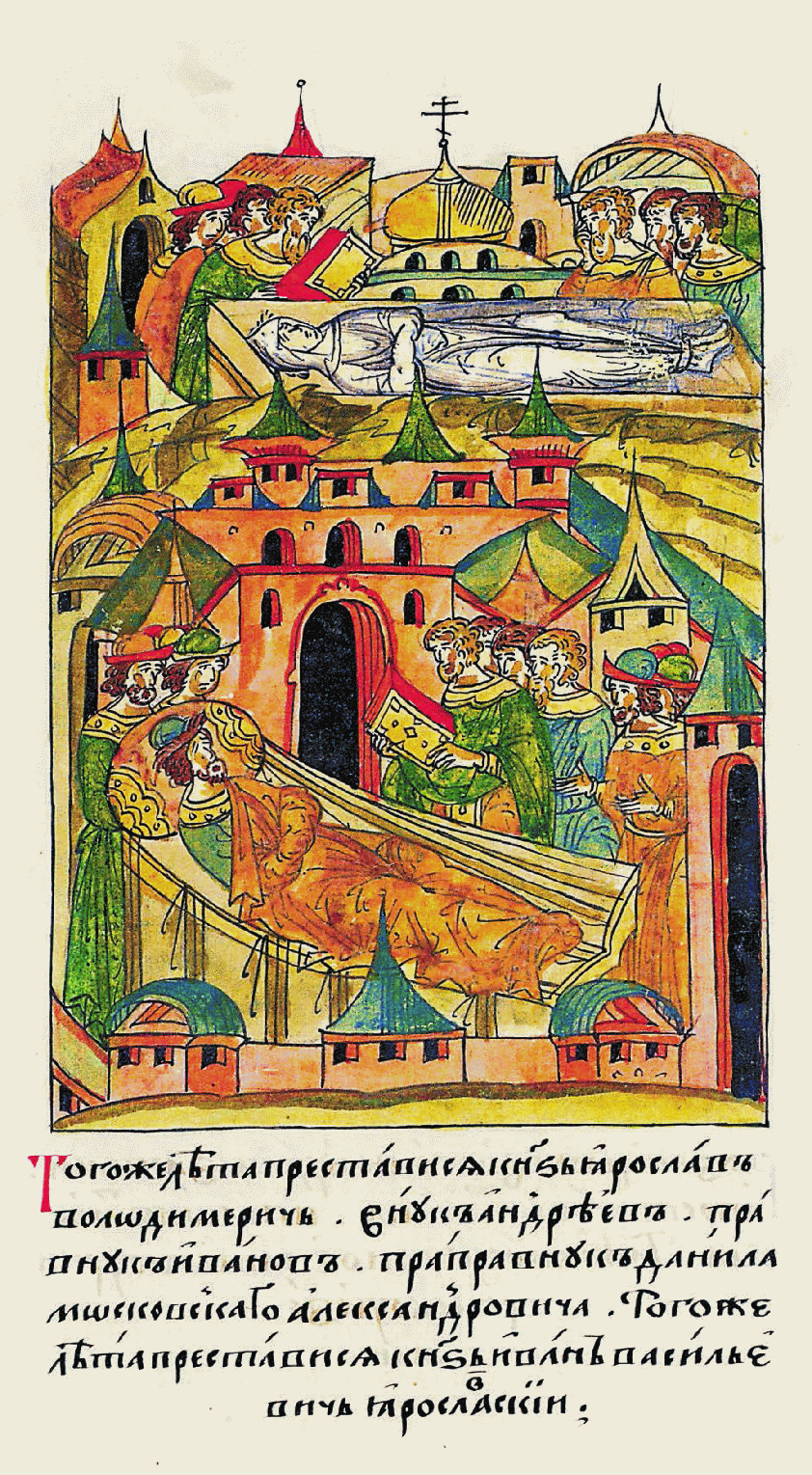
Смерть князя

Иван Васильевич Большой (? — 1426) — ярославский князь (1380?-1426).

## Биография
Сын князя Василия Васильевича.
Начинает упоминаться в летописях с 1410 года: в этом году он ходил с другими удельными князьями, по приказу великого князя Василия Дмитриевича, против князей Даниила и Ивана Борисовичей, с помощью ордынцев разоривших Владимир:
Въ лѣто 6918 (1410).... Того же лѣта прiидоша татарове къ Володимерю отъ Новагорода отъ Нижняго изгономъ; и взяша градъ Володимеръ, и съборную церковь святую Богородицу златоверхую разграбиша, и князя великого дворъ пожгоша и иныи мнози, а люди старыа посѣкоша, а молодiа въ полонъ поведоша, мѣсяца iуля въ 6 день; и взадъ идя взяли Стародубъ и Муромъ. Се же бысть грѣхъ ради нашихъ. Тоя же зимы, мѣсяца генваря 15 день, бысть бой на Лисковѣ князю Петру Дмитрiевичу, и княземъ Ростовскымъ, и Ярославьскымъ, и Суздалскымъ съ княземъ Даниломъ Борисовичемъ, и съ его братомъ княземъ Иваномъ, и съ Болгарьскыми князми, и съ Жукотынскими и Мордовскыми; бысть межу ними сѣча зла, и ту убiенъ бысть князь Суздалскый Данило Василiевичь, и мнози падоша ото обоа страны, и раздошася кождо въсвояси.Летописный сборник, именуемый Тверскою летописью
1411 год Иван потратил на семейные дела: он похоронил свою бездетную племянницу Анну Семёновну, жену Ярослава Владимировича Боровского, а 17 января справил свадьбу своей дочери, Марии, вышедшей за князя микулинского Александра Фёдоровича:
Въ лѣто 6919 (1411). На ту же зыму, мѣсяца декабра въ 1, преставися княины Анна Ярославова въ Боровствѣ, княжь тёщи Семёнова Василiевича, и везоша ю въ Ярославль; положиша ю у святаго Спаса въ манастыри, декабря въ 13 день. Той же зыми, мѣсяца генваря въ 17 день, князь Иванъ Василiевичь Ярославскый выдалъ свою дщерь Марiю въ Тверь за князя Александра Феодоровича.Летописный сборник, именуемый Тверскою летописью
В следующем 1412 году Иван Васильевич  сопутствовал великому князю московскому в его поездке в Орду. Такое сообщение делает тверской летопись, тогда как в Ермолинской летописи сопровождает Василия I Иван Михайлович Тверской:
Въ лѣто 6920 (1412).... Того же лѣта, мѣсяца августа 1, князь же великiй Василей Дмитрiевичь поиде въ Орду, а съ нимъ князь Иванъ Василiевичь Ярославскый.Летописный сборник, именуемый Тверскою летописью
Въ лѣто 6920 (1412). Князь великы Василей Дмитреевичь ходи въ Орду къ царю Зеди Салтану, Тахтамышову сыну, при нёмъ бывъ Иванъ Тферьскы.Ермолинская летопись
Под 1425 годом в летописях отмечено, что 23 июня у Ивана Васильевича, в присутствии его родичей, ужинал митрополит Фотий, проезжавший в Галич с целью примирения великого князя Василия Васильевича с дядей его, Юрием Дмитриевичем.
Иван Васильевич скончался в 1426 году, когда на Руси свирепствовала чума, что подтверждается многими летописями. Управление княжеством же перешло к его брату Фёдору.

## Дети
Роман Иванович — в летописях его имя не упоминается, по сыновьям стал родоначальником князей Троекуровых и Сисеевых.
Александр Иванович — воевода Василия II, погибший в битве на Арском поле в 1455 году.
Василий Иванович — основатель княжеских родов Шастуновых, Гагиных и Великогагиных.
Яков-Воин Иванович — первый удельный князь Курбский, погибший на Арском поле в 1455 году.
Семён Иванович Курбский — родоначальник князей Курбских.
Мария — жена Александра Фёдоровича Микулинского, от которого произошли князья Телятевские.